# Uno (enseigne)
Pour les articles homonymes, voir Uno (homonymie).
Uno est une enseigne de grande distribution algérienne faisant partie du groupe Cevital. Créée en 2007, par l'industriel Issad Rebrab. L'enseigne est leader de la grande distribution en Algérie.

## Historique

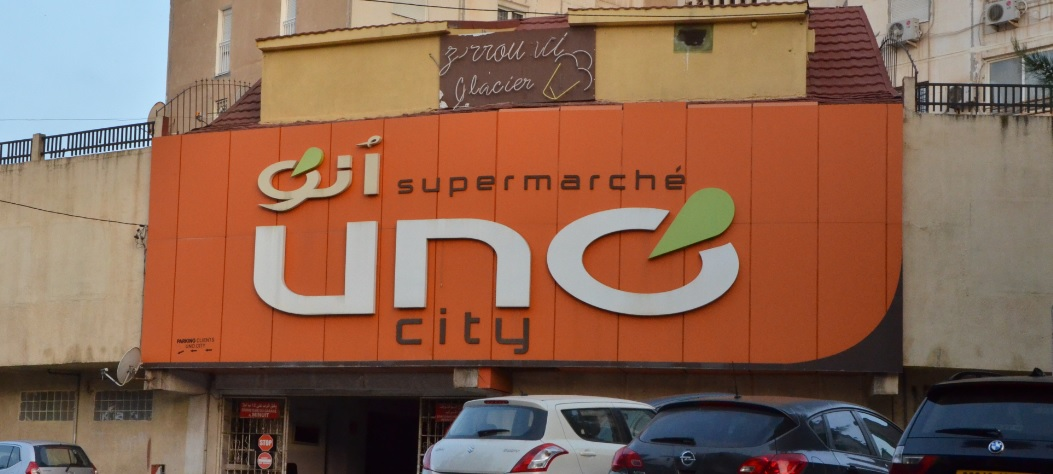
Supermarché Uno de Garidi

Le 22 avril 2007, ouverture du premier magasin de proximité sous l'enseigne Tabaân à Alger-Centre.
Le 10 novembre 2007, ouverture du premier supermarché sous l'enseigne Uno City à Rouiba sur 500 m2.
Le 5 août 2010, Uno ouvre le premier hypermarché en Algérie au niveau du Centre commercial et de loisirs de Bab Ezzouar sur 4 950 m2.
Le 1er février 2018, Uno supprime les sacs plastiques à usage unique des caisses des magasins Uno et lance des sacs réutilisables et échangeables gratuitement à vie. 
Le 31 mars 2020, Uno lance la livraison à domicile en association avec les plates-formes Yassir Food et Jumia Food pour lutter contre la pandémie de Covid-19 en Algérie.

## Parc de magasins
Uno est l'une des principales enseignes de distribution en Algérie. L'enseigne compte, au 31 décembre 2019 : 23 magasins dont 5 hypermarchés, un  supermarché, 16 Relais routiers et un magasin de proximité.
| Wilaya     | 1er magasin  | Nombre de magasins | Nombre de magasins | Nombre de magasins | Nombre de magasins | Nombre de magasins |
| Wilaya     | 1er magasin  | Hypermarchés       | Supermarchés       | Proximité          | Total              |                    |
| ---------- | ------------ | ------------------ | ------------------ | ------------------ | ------------------ | ------------------ |
| Alger      | 2007 (proxi) | 1                  | 3                  | 5                  | 9                  |                    |
| Bouira     | 2011 (hyper) | 1                  |                    |                    | 1                  |                    |
| Aïn Defla  | 2012 (hyper) | 1                  |                    |                    | 1                  |                    |
| Mostaganem | 2012 (hyper) | 1                  |                    | 1                  | 2                  |                    |
| Sétif      | 2016 (hyper) | 1                  |                    |                    | 1                  |                    |
| Oran       | 2018 (super) | 1                  | 1                  |                    | 2                  |                    |
| Total      | Total        | 6                  | 4                  | 6                  | 16                 |                    |